# Loma Bonita, Ocosingo
Loma Bonita är en ort i Mexiko.   Den ligger i kommunen Ocosingo och delstaten Chiapas, i den sydöstra delen av landet, 900 km öster om huvudstaden Mexico City. Loma Bonita ligger 161 meter över havet och antalet invånare är 164.
Terrängen runt Loma Bonita är platt söderut, men norrut är den kuperad. Runt Loma Bonita är det ganska glesbefolkat, med 38 invånare per kvadratkilometer. Närmaste större samhälle är El Ixcán, 9,9 km väster om Loma Bonita. I omgivningarna runt Loma Bonita växer i huvudsak städsegrön lövskog.